# 北江府
北江府，是明代交阯承宣布政使司下轄的一個府，明永樂五年六月癸未（1407年7月5日）置北江府。治所在超类县（今越南北宁省顺成县）。辖境相当今越南河内市东北部及北宁省、北江省大部分地。宣德二年（1427年）以后地入安南后黎朝。
領三州；直辖超类县、嘉林县，嘉林州下辖安定县、细江县、善才县，武宁州下辖仙游县、武宁县、东岸县、慈山县、安丰县，北江州下辖新福县、善誓县、安越县。

明代交阯承宣布政使司

## 沿革
- 明永樂五年六月癸未（1407年7月5日）置北江府，領州三縣十三。
- 永樂六年（1408年）十月，废除安定县、仙游县、慈山县、安丰县、新福县、安越县，領州三縣七。
- 宣德二年（1427年）十一月，明军撤退，废除北江府。